# Schüle
Schüle ist ein deutscher Familienname.

## Bedeutung und Verbreitung
Schüle ist das schwäbische Diminutiv von Schuh. Eine Abwandlung des Namens ist Schiele.
Der Name hat in Deutschland mehr als 1.000 Namensträger und ist in Württemberg häufiger verbreitet.

## Namensträger

### A
- Adolf Schüle (1901–1967), deutscher Jurist
- Albert Schüle (1890–1947), deutscher Politiker (NSDAP), MdR
- Andreas Schüle (* 1968), deutscher evangelischer Alttestamentler
- Annegret Schüle (* 1959), deutsche Historikerin und Kuratorin

### C
- Christian Schüle (* 1970), deutscher Schriftsteller und Essayist

### D
- Dorothea Schüle (* 1970), deutsche Malerin

### E
- Emilia Schüle (* 1992), deutsche Schauspielerin
- Ernest Schüle (1912–1989), schweizerischer Romanist, Dialektologe und Ethnologe
- Erwin Schüle (1913–1993), deutscher Staatsanwalt

### H
- Hans Schüle (* 1965), deutscher Bildhauer und Maler
- Heinrich Schüle (Mediziner) (1840–1916), deutscher Psychiater
- Heinrich Otto Schüle (* 1963), deutscher Agrarökonom
- Helga Schnabel-Schüle (* 1954), deutsche Historikerin

### I
- Ilse Schüle (1903–1997), deutsche Schriftschneiderin und Typografin
- Isabelle Raboud-Schüle (* 1958), schweizerische Ethnologin

### J
- Johann Heinrich Schüle (1720–1811), deutscher Kattunfabrikant

### K
- Klaus Schüle (* 1963), deutscher Politiker (CDU)
- Klaus Schüle (Romanist) (1939–2012), deutscher Romanist und Didaktiker
- Kurt Schüle (1944–2022), schweizerischer Politiker

### M
- Manja Schüle (* 1976), deutsche Politikerin (SPD) und Landesministerin

### R
- Rose-Claire Schüle (1921–2015), schweizerische Ethnologin und Dialektologin
- Rudolf Friedrich Schüle I. (1808–1886), deutscher Unternehmer

### S
- Susanne Schüle (* 1967), deutsche bildgestaltende Kamerafrau

### T
- Tim Schüle (* 1990), deutscher Eishockeyspieler

### U
- Uwe Schüle (1940–2007), deutscher Handwerkskammerpräsident

### W
- Wilhelm Schüle (Ingenieur) (1871–1931), schweizerischer Ingenieur
- Wilhelm Schüle (1873–1931), deutscher Ingenieur für Wärmemechanik
- Wilhelm Schüle (Archäologe) (1928–1997), deutscher Archäologe und Historiker